# حلقه‌پینار، قونیه
حلقه‌پینار (به ترکی استانبولی: Halkapınar) یک منطقهٔ مسکونی در ترکیه است که در قونیه واقع شده‌است. حلقه‌پینار ۱٬۱۷۲ متر بالاتر از سطح دریا واقع شده‌است. پینار در ترکی به معنی چشمه است.